# 克丽茜·阿曼-莱顿
克丽茜·阿曼-莱顿（英語：Crissy Ahmann-Leighton，1970年5月20日—），美国女子游泳运动员。她曾代表美国参加1992年夏季奥林匹克运动会游泳比赛，获得二枚金牌和一枚银牌。